# 小栗はるひ
小栗 はるひ（おぐり はるひ、1984年4月4日 - ）は、日本の映画監督。神奈川県出身。

## 来歴
横浜商工高等学校、日活芸術学院、ENBUゼミナール熊切和嘉コース卒業。
日活芸術学院卒業制作『パンツの華』が京都国際学生映画祭2007において入選。
ENBUゼミナール卒業制作『少年少女』が夕張国際学生映画祭2008国内部門グランプリ、国際部門準グランプリ、成城大学映画祭グランプリ、CO2映像展2009オープン・コンペ部門入選。
2011年、「どんずまり便器」では主演の菜葉菜がゆうばりファンタスティック映画祭にてベストアクトレス賞を受賞。
OP PICTURES新人監督発掘プロジェクト2018に応募し、脚本が審査員特別賞を受賞。2019年、受賞作を映画化した初のピンク映画「バージン協奏曲」を制作。「バージン協奏曲」編集中に妊娠・出産を経験。
2020年4月に発表されたピンク映画ベストテンで桃熊・監督賞を受賞。

## 人物
やりたいことをさせるという両親のもとに育ち、児童教室での映像作りに興味を持ち、20歳で映画製作の道を志し、映像集団「トラウマサーカス」を立ち上げる。
人の痛みを見せるが映画の面白さと語り、人間の内面を抉り出す演出に定評がある。

## 作品
- パンツの華 （2007年） - 監督、脚本　*Asian Hot Shots Berlin映画祭2009（ドイツ）、日本短編映画プログラム「Girls' Secrets」招待作品、第一回国際映画祭 シネリンピック2009（Cinelympics!）MVP
- 少年少女 （2008年）　- 監督、脚本
- トゥインクルトゥインクル （2009年）　- 監督、脚本
- 道化師（2009年）　- 監督、脚本[6]
- どんずまり便器（2011年） - 監督、脚本
- 修斗、初恋（2011年）　　-　監督
- タイムカプセル　（2011年）　- 監督
- ミライにはなにもない　（2011年） 　- 監督、脚本
- 青春H BADコミュニケーション （2013年） - 監督、脚本
- バージン協奏曲 それゆけ純白パンツ!（2019年）- 監督、脚本
- かわいいオリカ（2022年）- 脚本
- 快感メモリー 私が、い〜っパイ（2023年）- 監督、脚本（再編集時に『快感メモリー 〜三人の今日子〜』に改題）
- 私の太陽（2023年）- 監督、脚本[7][8]
- ふきげんな姉妹（2023年）- 脚本
- 離れられない君へ（2024年12月1日）- 監督、脚本[9]